# مغنی اللبیب عن کتب الأعاریب
مغنی اللبیب عن کتب الأعاریب یکی از کتابهای ابی محمد عبدالله جمال الدین بن یوسف بن احمد بن عبدالله بن هشام انصاری مصری است. این کتاب نسخه‌های ویرایشی دیگر چون مغنی الادیب یا مغنی الاریب نیز دارد. مغنی کتابی ادبی است و نقد، حواشی و شرح‌های بسیاری دارد و در دائرةالمعارف بزرگ اسلامی یا دانشنامه اسلامیکا که به زبان عربی و فارسی و انگلیسی چاپ شده‌است موجود می‌باشد.
زندگی این دانشمند بزرگ، حیاتی علمی است. «مغنی اللبیب عن کتب الاعاریب» کتابی سرشار از نکات مهم ادبی است که ارزش علمی دارد و در دانشگاه و حوزه مورد توجه بوده و حتی تدریس، می‌شود و علاوه بر ارزشمندی و جایگاه مؤلف که آن را از جهات مختلفی قابل بررسی کرده‌است، این کتاب همواره مورد نقد دانشمندان ادبیات، قرار می‌گیرد.
کتاب مغنی، با یک مقدمه از محقق در بیان شرح زندگی ابن هشام و خطبه نویسنده، در اشاره به عنوان‌های ابواب، آغاز و مطالب در دو قسمت و در هشت باب تنظیم شده است.

## ساختار
کتاب، مشتمل بر قواعد کلی نحو و تطبیق آن‌ها بر مثال‌هایی از آیات قرآن و اشعار عرب به روشی خاص، می‌باشد و از روش‌های کتاب‌ی این فن ادبی، بوده که بنا به گفته ابن هشام برخلاف کتاب‌های عربی دیگر این کتاب دارای تکرار غیرلازم است.
نویسنده، وابسته به ،مکتب، نحوی خاصی نیست، زیرا در زمان او جنجال، بین مکتب‌های نحوی بصری و کوفه دیگر فروکش کرده بود و نحویان تعصبی نسبت به شخص یا مکتب خاصی نداشتند؛ از این رو، وی در آثار خود به نظریات نحویان بصره و کوفه هر دو استناد کرده‌است.

## ویژگی‌های کتاب
این کتاب به فارسی ترجمه شده‌است. نویسنده کتاب تقریباً همه شهرت خود را لااقل در شرق جهان اسلام فقط، مدیون کتاب مغنی اللبیب است. ابن هشام کتاب مغنی اللبیب را نخست در ۷۴۹ ق در مکه تألیف کرد، اما به گفته خود وی در راه بازگشت به مصر مفقود شد. او بار دیگر در ۷۵۶ ق که به مکه رفت، مجدداً به تألیف آن پرداخت. کتاب مغنی از همان آغاز، مورد توجه بسیار علما قرار داشت و هم‌اکنون نیز پس از گذشت قرن‌ها همچنان در زمره کتاب‌های درسی مدارس علمیه است و امروزه در ایران بیش از هر جای دیگر به آن توجه دارند.

## شرح‌ها، نقدها و ترجمه‌ها
برخی افراد که برای کتاب مغنی ابن هشام، نقد یا ترجمه و شرح داشته‌اند، عبارتند از:
- غلامعلی صفایی بوشهری
- کمال الدین حسین خوارزمی
- محمد ادریسی
- محمود آلوسی

برخی از شروح و حواشی کتاب مغنی:
حاشیة ابن عرفه مشهور به دسوقی، حاشیه دسوقی علی مغنی اللبیب
کتاب المکتوب بمعزل الحبیب فی شرح مغنی اللبیب نوشته سیدحسین جعفری

## آثار
- سیره ابن هشام
- کتابه فی النحو
- تفسیر قرآن
- قطر الندی